# Antonio Literes Montalvo
Antonio Literes Montalvo (Geburtsdaten unbekannt; † 2. Dezember 1768 in Madrid) war ein spanischer Organist.
Der Sohn des Komponisten Antonio Literes Carrión und der Luisa Benita Montalva war ab 1746 bis zu seinem Tod 1768 als Nachfolger von José de Nebra Organist an der Capilla Real. Unter anderem unterrichtete er hier den späteren Organisten und Komponisten José Lidón.